# Otakar Rozvoda
Otakar Rozvoda (* 30. Juni 1914; † 24. März 1994) war ein tschechoslowakischer Radrennfahrer und nationaler Meister im Radsport.

## Sportliche Laufbahn
Rozvoda war im Straßenradsport und im Querfeldeinrennen (heutige Bezeichnung Cyclocross) aktiv. Von 1938 bis 1940 und 1945 siegte er in der nationalen Meisterschaft im Straßenrennen. Das längste tschechische Eintagesrennen Prag–Karlovy Vary–Prag gewann er von 1936 bis 1938. 
Die Meisterschaft im Querfeldeinrennen gewann er von 1936 bis 1938 und 1941. 1939 wurde er Dritter. Im Amateurrennen der Straßenradsport-Weltmeisterschaften 1938 wurde er 21., 1946 16. und war damit bester Fahrer seines Landes. 1946 fuhr er eine Saison in Frankreich als Unabhängiger. Er gewann das Eintagesrennen Paris–Reims für Amateure. 1948 emigrierte er in die Vereinigten Staaten.